# Centro Español de West Tampa
El Centro Español de West Tampa es un casino español y centro social histórico ubicado en el barrio de West Tampa de la ciudad de Tampa, Florida, Estados Unidos. El centro fue fundado por la comunidad de españoles radicados en Tampa.
Fundado en 1912, el centro fue un importante centro para la comunidad española de Tampa durante muchas décadas. La estructura de estilo neocolonial español, fue diseñado por el arquitecto Fred J. James. El 30 de julio de 1974, el centro español fue añadido al Registro Nacional de Lugares Históricos de los Estados Unidos.

## Historia

### Fundación
El Centro Español de West Tampa era una rama del Centro Español de Tampa en Ybor City, barrio fundado por la comunidad española y cubana de Tampa. El centro de West Tampa fue construido con los fondos de las membresías que pagaban los trabajadores hispanos de la industria del cigarro en Ybor City.
Los miembros del centro podían utilizar las instalaciones de ambos centros españoles- el de West Tampa y el Ybor City. En ambos centros se encontraban servicios como un gimnasio, casino (habitación de juego), cafetería, clínica, etcétera. El Centro Español de West Tampa también tenía dentro de sí el Teatro Real, espacio para organizar espectáculos en vivo. Luego más tarde también se empezaría a proyectar películas en el teatro.

### Cierre
Con los cambios demográficos de la comunidad española de Tampa, el centro social quedó vacío y permaneció así durante muchos años. Hubo intentos de restaurar el edificio por agentes del sector privado pero ninguno tuvo éxito en restaurar el edificio debido a su alto coste.
Aun así, la ciudad de Tampa logró restaurar el centro y lo utilizó durante una época como sede provisional del Museo de Arte de Tampa mientras se construía un edificio permanente para el museo en el centro de la ciudad.

### Nuevo uso
En enero de 2010 se inició un nuevo capítulo para el Centro Español con la ejecución de un contrato de 10 años entre el ayuntamiento de Tampa y el Hillsborough Education Foundation para utilizar el espacio como centro educativo. La fundación es una organización sin ánimo de lucro fundada en 1988 que usa fondos privados para apoyar la educación privada.
Hasta entonces la fundación alquilaba espacio en distintos edificios de la ciudad. Con el alquiler del espacio dentro del antiguo Centro Español, la fundación pudo unir bajo un solo techo todos sus programas y clases.  El 14 de junio de 2010, la fundación finalizó su mudanza al antiguo Centro Español.

## Galería

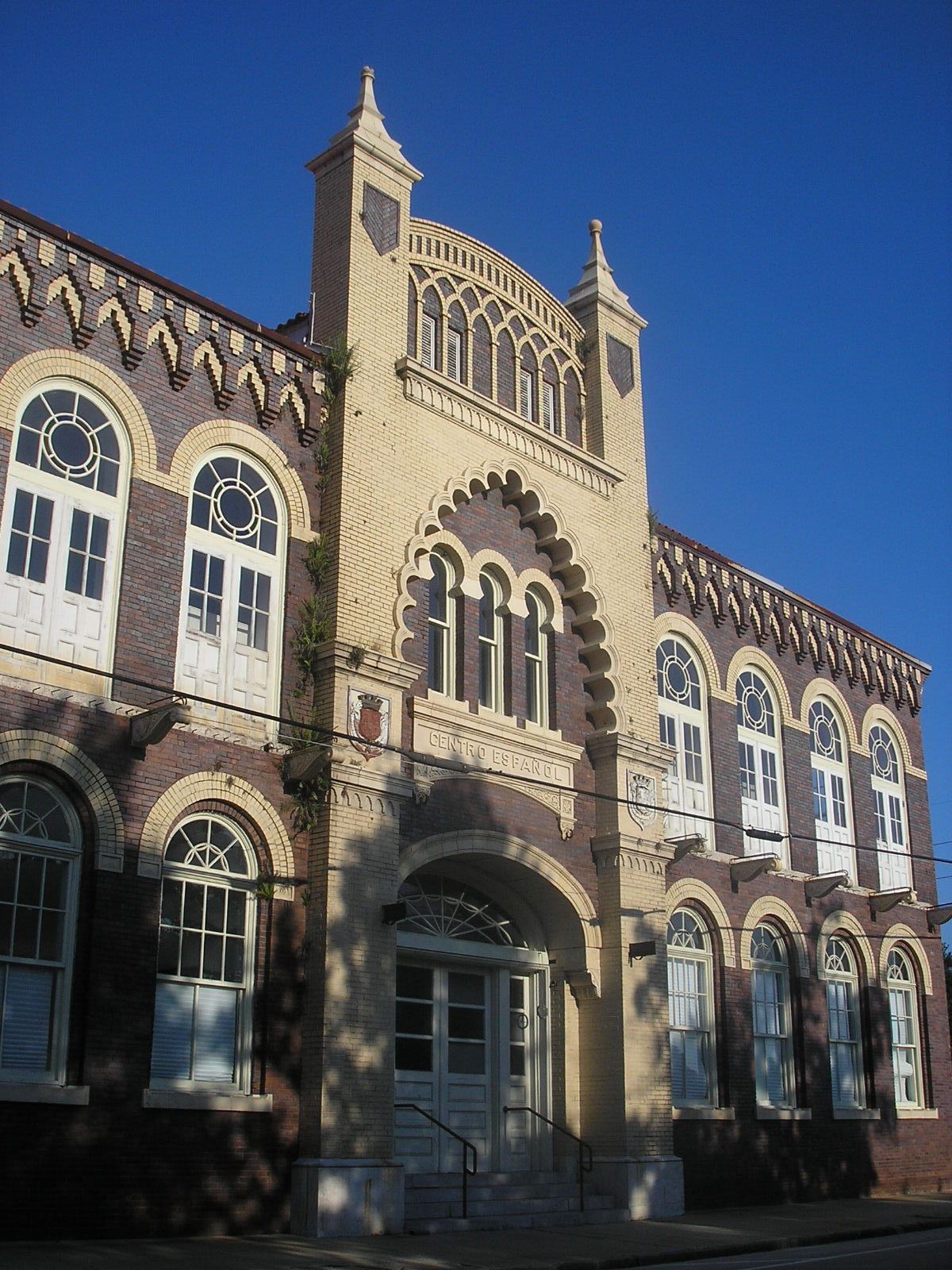
Fachada principal del Centro Español de West Tampa.
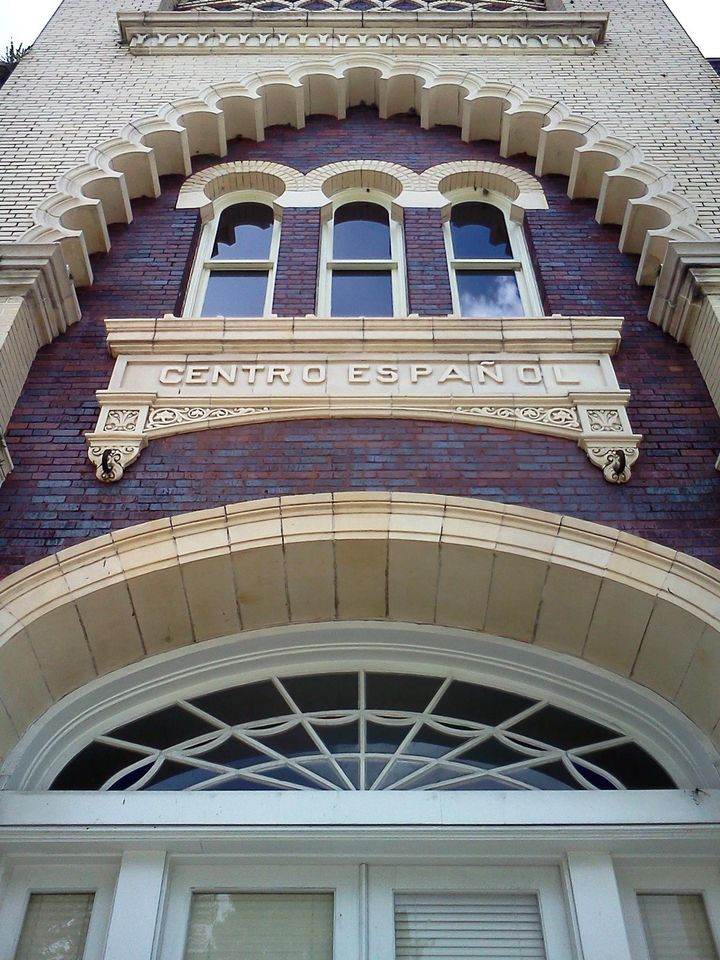
Detalle de la fachada con el rótulo de piedra "Centro Español".
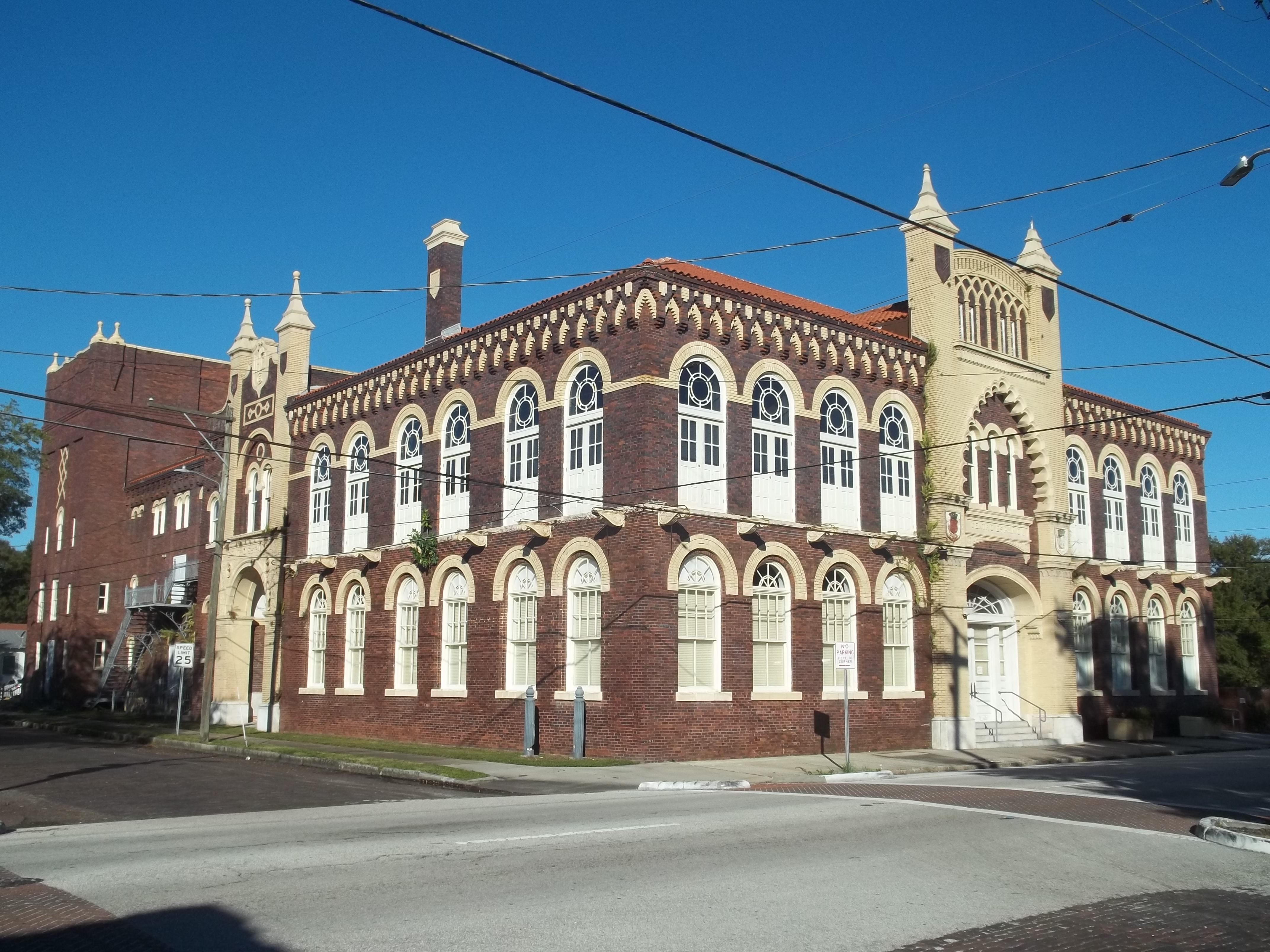
Esquina del Centro Español.